# دنوود (آرکانزاس)
دنوود (به انگلیسی: Denwood) یک منطقهٔ مسکونی در ایالات متحده آمریکا است که در شهرستان میسیسیپی، آرکانزاس واقع شده‌است. دنوود ۶۸٫۸۹ متر بالاتر از سطح دریا واقع شده‌است.